# Tolú
Tolú, offiziell Santiago de Tolú, ist eine Gemeinde (municipio) im Departamento Sucre in Kolumbien.

## Geographie
Tolú liegt im Norden von Sucre, in der Subregion Morrosquillo, 50 km von Sincelejo entfernt, auf einer Höhe von 3 m ü. NN und hat eine Temperatur von 18 bis 30 °C. Tolú liegt direkt am karibischen Meer. Die Gemeinde grenzt im Norden an San Onofre, im Süden an San Antonio de Palmito und Coveñas, im Osten an Tolú Viejo und Sincelejo und im Westen an den Golf von Morrosquillo.

## Bevölkerung
Die Gemeinde Tolú hat 35.670 Einwohner, von denen 29.559 im städtischen Teil (cabecera municipal) der Gemeinde leben (Stand: 2019).

## Geschichte
Santiago de Tolú ist eines der ältesten urbanen Zentren Kolumbiens, das 1535 vom Konquistador Alonso de Heredia unter dem Namen Villa Coronada Tres Veces de Santiago de Tolú gegründet wurde. Die ursprüngliche indigene Siedlung befand sich an der Stelle des heutigen Tolú Viejo. Tolú erhielt 1549 endgültig den Titel einer Villa und ist die erste Stadt des heutigen Sucre.

## Wirtschaft
Die wichtigsten Wirtschaftszweige von Tolú sind Fischerei und Tourismus.

## Infrastruktur
Tolú verfügt über einen eigenen Flughafen, den Aeropuerto Regional del Golfo de Morrosquillo (IATA-Code TLU), der von Bogotá, Medellín, Montería und Corozal angeflogen wird.

## Tourismus
Tolú ist insbesondere für seine Strände bekannt, insbesondere die Playas de Palo Blanco und die Playas del Francés. Zudem können ein Aquarium, der Parque Marino Acuario Golfo De Morrosquillo und das Feuchtgebiet Ciénaga de la Leche besucht werden. Es werden Schiffstouren zum San-Bernardo-Archipel angeboten, das administrativ größtenteils zu Cartagena gehört.

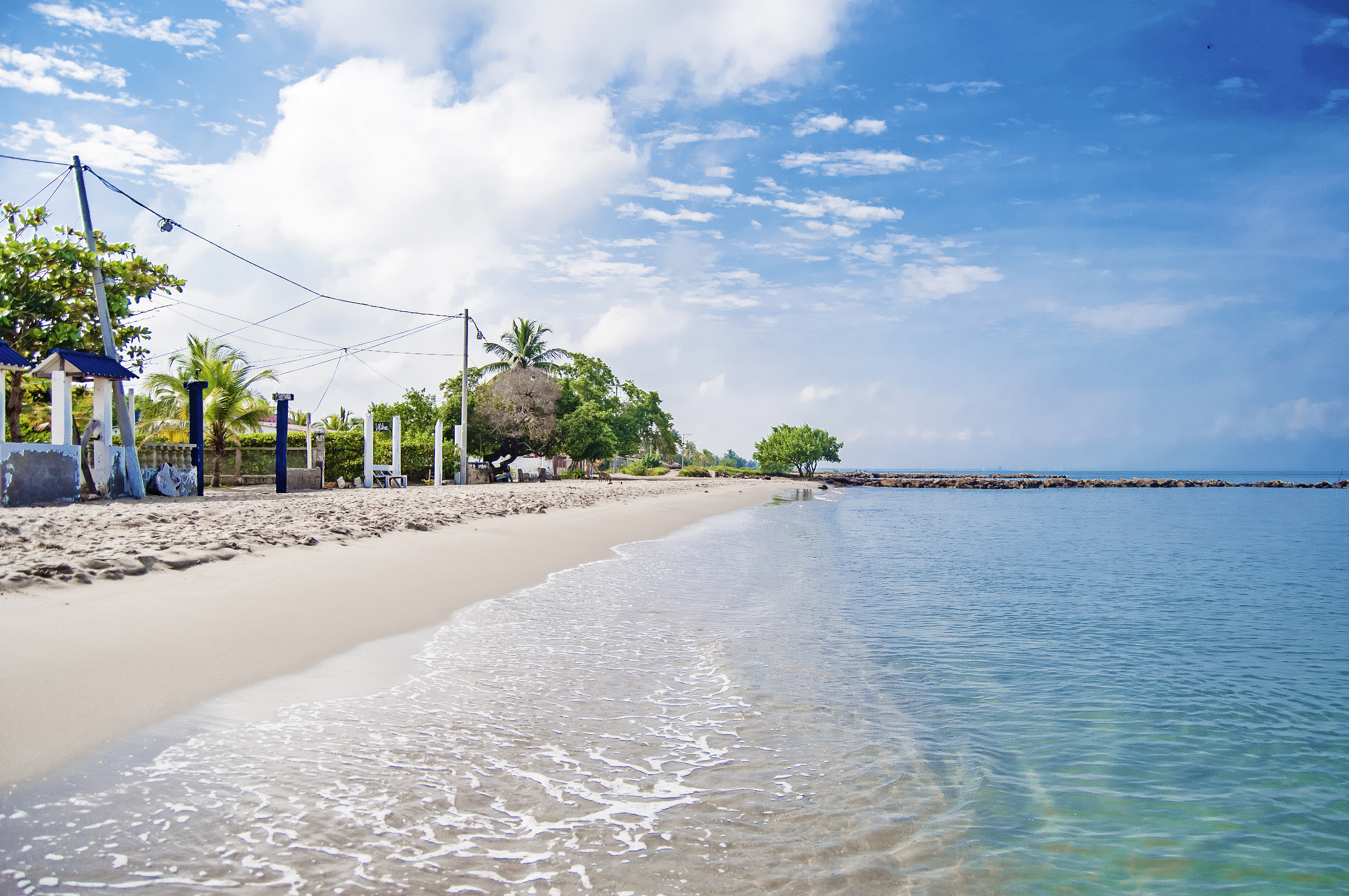
Playas de Palo Blanco
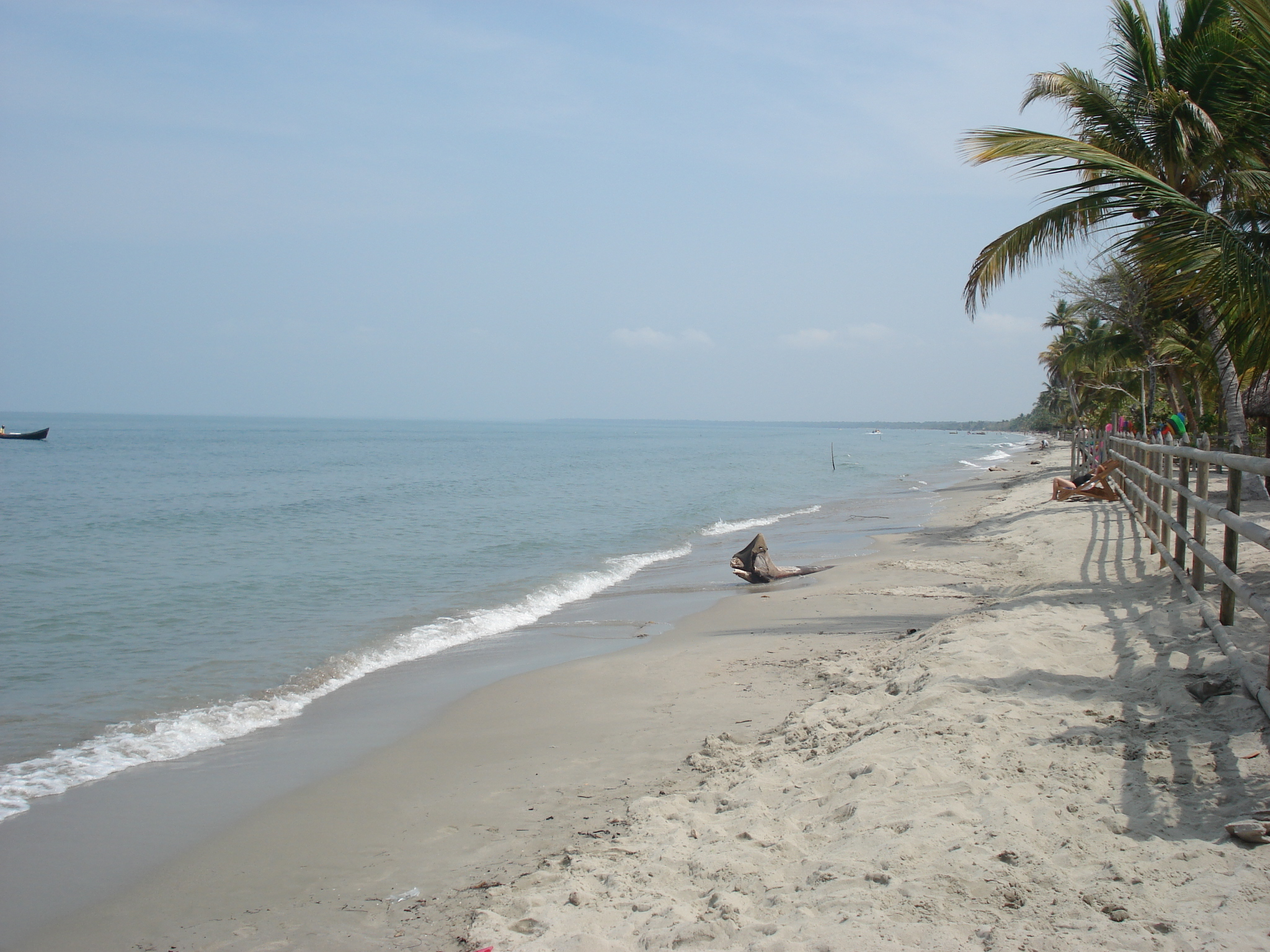
Playas El Francés